# Science-Fiction-Jahr 1812
Übersicht

1810 | 1811 | Science-Fiction-Jahr 1812 | 1813 | 1814 | 1815 | 1816 | ► | ►►

Weitere Ereignisse

## Neuerscheinungen Literatur
| Deutscher Titel             | Deutschsprachiges Erscheinungsjahr | Originaltitel | Autor             | Anmerkungen |
| --------------------------- | ---------------------------------- | ------------- | ----------------- | ----------- |
| Der Schweizerische Robinson | –                                  | –             | Johann David Wyss |             |